# 布索芬新
布索芬新（开发代号：NS-2214、BMS-204756）是一种含氮有机氯化合物，化学式C
16H
20Cl
2N
2O，可作为多巴胺再摄取抑制剂，由百时美施贵宝和已解散的NeuroSearch公司作为帕金森氏病和阿爾茨海默病药物研发。